# Сидоров, Владимир Петрович
Сидоров Владимир Петрович (22 марта 1949, Русский Камешкир, Пензенская область, Россия — 9 сентября 2023, Прага, Чехия) — российский учёный, доктор технических наук, профессор, руководитель кафедры «Оборудование и технологии сварочного производства» Тольяттинского государственного университета с 2001 по 2014 год. Автор учебников и методических работ, посвященных технологическим процессам в сварочном производстве. Отец российского журналиста, второго редактора газеты "Тольяттинское обозрение" Алексея Сидорова, жертвы заказного убийства.

## Биография
Сидоров Владимир Петрович родился 22 марта 1949 г. в Пензенской области в деревне Русский Камешкир. В 1954 году семья переехала в Вадинск. Отец, Сидоров Петр Степанович, работал редактором газеты "Вадинские вести". Мать, Галина Ароновна, занималась в той же газете корректурой. В начале 60-х семья переехала в Тольятти.
В 1973 г. Владимир Петрович окончил Тольяттинский политехнический институт по специальности «Оборудование и технология сварочного производства». 
В 1973—1975 годах работал мастером сборочно-кузовного производства ВАЗа. 
В 1975 году поступил в очную аспирантуру Тольяттинского политехнического института по специальности «Технология и машины сварочного производства», занимался научной работой под руководством Столбова, Владимира Ивановича.
В 1979—1984 годах работал на различных должностях в лаборатории металлов ОАО «Тольяттиазот». 
В 1981 году защитил диссертацию в Московском государственном техническом университете имени Баумана на тему «Исследование и разработка процесса плазменной резки алюминия трехфазной дугой».
С 1984 года работал старшим преподавателем, затем доцентом кафедры «Сопротивление материалов» Тольяттинского государственного университета. 
В 1999 году защитил в Волгоградском государственном техническом университете диссертацию «Научные проектирования технологических процессов и оборудования для обработки алюминиевых сплавов трехфазной сжатой дугой» на соискание ученой степени доктора технических наук.
В 2001 году Сидорову Владимиру Петровичу присвоено ученое звание профессора по кафедре «Оборудование и технология сварочного производства».
В 1999—2015 год руководил Центром по аттестации сварочного производства в системе НАКС Средне-Волжского региона 
В 2001—2014 годах руководил кафедрой «ОТСП» Тольяттинского государственного университета.
С 2015 года постоянно проживал в Чешской Республике.
Умер 9 сентября 2023 года в Праге.
Занимался исследованием и разработкой плазменной резки сплавов трехфазной дугой, разработкой технологий и оборудования для машиностроительных производств. 
Один из ведущих организаторов и соавторов современного подхода к подготовке специалистов-сварщиков по трехступенчатой системе: "сварщик - техник - инженер".
В период его руководства кафедра "Оборудование и технологии сварочного производства" в Тольятти в течение 10 лет занимала первое место в рейтинге Минобрнауки среди 54 кафедр сварки в России. 
Автор более 350 научных и методических работ и монографий, а также 80 изобретений в области сварки. Эксперт НАКС.

## Учебные пособия и научные работы
- Сидоров В. П. Тепловые процессы сварки. Компьютерные лабораторные работы. Практическое пособие. -  Издательство «Инфра-Инженерия», 2023, ISBN 978-5-9729-1349-7

- Сидоров В. П. Теория и технология сварочных процессов. Сборник задач. - Издательство «Инфра-Инженерия», 2023, ISBN 978-5-9729-1550-7

- Сидоров В. П. Расчеты параметров сварки плавлением, - Издательство "Инфра-Инженерия", 2022, ISBN 978-5-9729-0966-7

- Сидоров В. П. Расчет сечения шва при сварке под флюсом двухсторонних стыковых соединений." == Учебные пос,2019– No 946, с.889-894

- The Analysis of Welding Conditions Under the Flux of Double-Sides Joints Without Edge Preparation/  https://iopscience.iop.org/article/10.1088/1757-899X/253/1/012011

- Сидоров В. П. Получение проб наплавляемого металла дугой косвенного действия (Научная статья).- Инновационные технологии в машиностроении : сборник трудов XI научно-практической конференции Юргинский технологический институт. –Томск : Изд-во Томского политехнического университета, 2020. 159 с. С.26–31

- Сидоров В. П. О режимах ручной дуговой сварки покрытыми электродами.- Инновационное и цифровое машиностроение: материалы Всероссийской НТК «Состояние и перспективы развития сварочного производства России»/Уфимск.гос.авиац.техн. ун-т, Уфа, 2021

## Статьи
- Сидоров В. П. Приближенная двухмерная модель дуги в канале плазматрона. - Физика и химия обработки материалов, 1983, 3, стр. 10-11
- Сидоров В. П. Влияние рода полярности тока на плавление основного и электродного металла при сварке под флюсом.- Сварка и диагностика. - 2013, 3, c. 293-297
- Сидоров В. П. Методика поддержания точности параметров режима при точечной сварке/ A method of determinaning the accuracy of maintaining the welding conditions in resisting spot welding. - Welding Internatioanal, 2010, T.24, 4, c. 293-297 https://www.tandfonline.com/doi/full/10.1080/09507110903319990
- Сидоров В. П. Расчет сечения шва при сварке под флюсом двухсторонних стыковых соединений/ Calculation of Models of Arc Welding under the Flux of Double-Sided Butt Jonts. - Materials Science and Metalurgical Technology, 2019 - , 946, 889 -894 https://www.researchgate.net/publication/331348572_Calculation_of_Modes_of_Arc_Welding_under_the_Flux_of_Double-Sided_Butt_Joints

## Награды
- "Изобретатель СССР"
- "Почетный работник высшего профессионального образования РФ"